# قائمة المنارات في لبنان
فيما يلي قائمة بأسماء المنارات في لبنان.

## المنارات
| اسم                  | صورة | العام بنيت         | الموقع الإحداثيات                                                  | الدرجة الخفيفة       | التنسيق ارتفاع   | NGA عدد              | الأميرالية عدد | مجموعة nml |
| -------------------- | ---- | ------------------ | ------------------------------------------------------------------ | -------------------- | ---------------- | -------------------- | -------------- | ---------- |
| منارة أريزونا        |      | ~1930s             | صيدا 33°34′18.3″N 35°22′03.6″E / 33.571750°N 35.367667°E           | فلوريدا R 3s.        | 10 متر (33 قدم)  | متعددة المنافذ 21140 | E5940          | 6          |
| منارة الجزيرة رامكين |      | 1864 est.          | Ramkin الجزيرة 34°29′49.4″N 35°45′39.0″E / 34.497056°N 35.760833°E | فلوريدا W 3.3 ثانية. | 22 متر (72 قدم)  | 21048                | E5926          | 18         |
| منارة راس بايريت     |      | 1956               | بيروت 33°53′51.0″N 35°28′21.1″E / 33.897500°N 35.472528°E          | نشط                  |                  |                      |                |            |
| منارة راس بايريت     |      | 2003               | بيروت 33°54′00.3″N 35°28′11.5″E / 33.900083°N 35.469861°E          | فلوريدا (2) W 10s.   | 52 متر (171 قدم) | 21116                | E5934          | 22         |
| برج المنارة الأسود   |      | في وقت متأخر 1400s | 34°26′59.8″N 35°49′50.6″E / 34.449944°N 35.830722°E                | F R                  | n/a              | 21060                | E5927.6        | 3          |
| صور منارة            |      | ~1912              | صور 33°16′33.6″N 35°11′36.1″E / 33.276000°N 35.193361°E            | فلوريدا (3) W 12s.   | 15 متر (49 قدم)  | 21192                | E5942          | 12         |